# Löjen och tårar
Löjen och tårar (en suec rialles i llàgrimes) és una pel·lícula muda sueca del 1913 dirigida per Victor Sjöström.

## Argument
Hilda, la filla del paleta, està compromesa amb Ferdinand, el dependent de la botiga. D'ell, se li informa que el cap de districte Draper està buscant contractar una minyona. La Hilda aconsegueix la plaça, però la molesta la senyora de la casa, l'Augusta, que és una autèntica tirana i que dirigeix tant amb la seva família com amb els criats. Un dia ensenya les seves joies a la Hilda i li demana que les cuidi especialment. Aquell mateix vespre, el fill de l'Augusta, Arvid, va a una festa de disfresses i aprofita per agafar les joies en préstec sense informar-ne a la seva mare.
El prefecte Drager busca la Hilda a la cuina. Amb Hilda hi ha el seu promès Ferdinand, que s'amaga precipitadament darrere d'una pantalla. Descobrint que falten les joies, l'Augusta corre cap a la cuina, on acusa la Hilda d'haver-les robat. Crida la policia i la Hilda és detinguda. Ningú es creu la història d'Hilda que és innocent, tothom menys en Ferdinand que l'endemà va a casa de Drager per desentranyar la història. El servent de la casa descobreix que l'Arvid va tornar a posar les joies al matí i juntament amb Drager aconsegueixen que la policia alliberi la Hilda. Hilda es retroba amb Ferdinand i el seu pare.

## Repartiment
- Victor Lundberg - Drager
- Mia Hagman - Augusta
- Richard Lund - Arvid Drager
- Tutt Spångberg - Hilda
- Hugo Björne - Larsson
- Justus Hagman - Ferdinand
- Agnes Öberg - promesa d'Arvid
- Erik Lindholm - majordom de Drager
- Stina Berg

## Producció
Löjen och tårar es basa en l'obra homònima de Johan Jolin, que s'havia representat per primera vegada el 1862 al Södermalmsteatern d'Estocolm. L'obra va ser reelaborada en un guió cinematogràfic per Charles Magnusson i el rodatge va tenir lloc els mesos de juliol i agost de 1912 a l'estudi del Swedish Biografteatern amb exteriors dels seus voltants a Lidingö per Julius Jaenzon. El títol provisional era Dragers juveler.
La pel·lícula es va estrenar el 3 de març de 1913 al cinema Röda Kvarn a Sveasalen a Estocolm. Durant les projeccions, la pel·lícula va anar acompanyada de música arranjada per Gustav Erbs, interpretada per l'orquestra de Röda Kvarn amb Erbs com a director d'orquestra. Quan la pel·lícula es va projectar al cinema Fenix d'Estocolm, Axel Broberg va ser l'organitzador i líder de l'orquestra. El 2 de maig de 1913, la pel·lícula es va projectar a Oslo (aleshores Kristiania) al Verdensspeilet. També s'ha projectat a Finlàndia.
Löjen och tårar és una pel·lícula perduda.